# Poggio Canoso
Poggio Canoso è una frazione del comune di Rotella, in Provincia di Ascoli Piceno, nelle Marche. La frazione è situata nelle pendici nord-occidentali del Monte Ascensione. Fa parte della Diocesi di Ascoli Piceno.

## Storia
Secondo la leggenda Poggio Canoso fu uno dei tanti castelli fondati dagli ascolani in fuga dalle invasioni dei longobardi. Il centro originario fu fortificato e migliorato dai farfensi, che avevano ampi possedimenti in tutta la zona. Poi passò nelle mani di Ascoli Piceno, divenendone un importante castello. Fino al 1869 Poggio Canoso faceva parte del comune di Castel di Croce, poi abolito e annesso al comune di Rotella.

## Monumenti e luoghi d'interesse
Il piccolo paese offre edifici storici di grande interesse storico e artistico, mantenendo l'impianto castellano, con mura, fortificazioni e porte d'accesso all'abitato. Tra gli edifici addossati tra di loro e attraversati da strette vie, si distinguono il palazzo del Barone Cornacchia e la chiesa di Santa Lucia, quest'ultima risalente al XIV secolo.